# Don't Stop...
Don't Stop... è un singolo del gruppo musicale britannico Oasis, pubblicato in formato digitale il 30 aprile 2020, a oltre dieci anni dallo scioglimento della band.
Si tratta di una demo scritta e cantata da Noel Gallagher. Prima della pubblicazione era nota sotto forma di registrazione di un soundcheck degli Oasis a Hong Kong risalente a 15 anni prima, come spiegato da Gallagher, che ha sostenuto di aver trovato la canzone su un CD apparentemente vuoto, mentre rimetteva a posto vecchio materiale nella propria abitazione durante la quarantena dovuta alla pandemia di COVID-19 nel Regno Unito. Si dovrebbe trattare della sola copia esistente della canzone.

## Tracce
1. Don't Stop... – 4:56